# Platyja flavimacula
Platyja flavimacula là một loài bướm đêm trong họ Noctuidae.